# Качкалыковцы
Качкалыковцы (самоназвание: чечен. нахче, нахчи, также чечен. гӏачалкхой, иногда в русских источниках — горячевцы) — название исторического чеченского общества, обитавшего по северо-восточному склону Качкалыковского хребта (чечен. Гӏачалкха дукъ), позже (после 1840 г.) смешавшегося с ичкеринцами и мичиковцами.

## Расселение
Исторически проживали по обоим склонам Качкалыковского хребта (область Качкалык). Броневский отмечал первоначальные Качкалыковскими поселения: Каш-Гелды, Курчи-Аул, Науруз Аул, Ноим-Берды, Ойсунгур и Истесу. Берже к Качкалыковским относил также Гудермес, а также упоминал об исчезнувших аулах: Шавдон, Адыр и Наур-су). Некоторые авторы считали хутор Аку-Юрт (располагался на южном склоне хребта) также качкалыковским.

## История

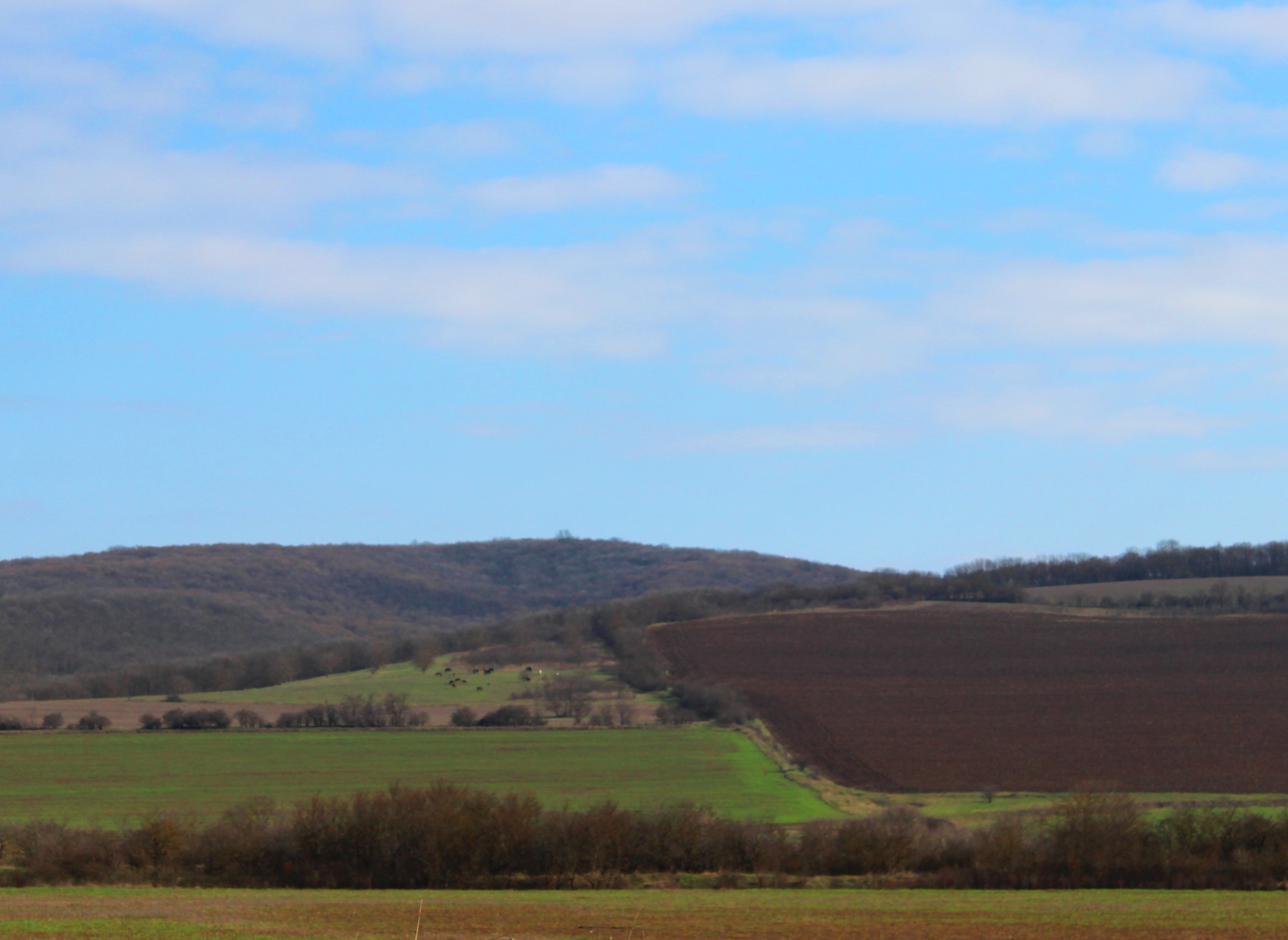
Качкалыковский хребет

Общество образовалось в первой трети XVIII на землях принадлежащих Аксайскому княжеству. Основателями являлись нахчмахкоевские тайпы: алерой, айткхаллой, бильтой, беной, гордалой, курчалой, сесаной, харачой, цонтарой, чартой, энгеной, шуоной.
Этноним качкалыковцы, как и большинство других чеченских племенных названий, связан с наименованием местности. Впервые упоминается не ранее XVI—XVII вв.
В 1732 году комендант крепости Кизляр А. И. Ахвердов сообщает, что „по правому берегу Терека, расстоянием от реки в поле в 20-ти, 18, 15, 13 верстах выведенные с давних времен аксаевскими владельцами и поселенные в теперешних местах под особым названием Алты Качилык“. Переселение качкалыковцев аксайскими князьями на равнину так же подтверждает С. М. Броневский. Переселенцы обязаны были платить князьям ежегодную подать, поголовным сбором выходить на один день на княжеские поля для полевых работ, давать по овце со двора и выставлять по воину с семьи. В 1812 году А. М. Буцковский отмечает, что

Сии качкалыки, размножились приходом многих новых чеченцев, хотя и ныне аксаевцами почитаемы за их подвластных, но, пользуясь послаблением сих владельцев, вышли из всякого послушания, овладев всем участком между реками Гуйдюрмезом и левым берегом Аксая, так что оной ныне уже к области Чеченской причислить должно.
В целом князья в отношениях с горскими обществами, в том числе и с качкалыками, имели очень небольшое влияние на их внутреннее управление. Согласно заявлению аксайской княжеской фамилии от 1805 г., они „лет с 6“ назад (то есть к 1799 г.) утратили контроль над Качкалыком. Так, ещё в 70-80х гг. XVIII в. общество Качкалык платившее подати аксаевской владельческой фамилии в целом „за управление“, а не за пользование землей, стало все чаще выражать своё недовольство.

„Число их значительно, увеличилось особенно после зимнего похода 1852 года. Так как они неохотно селились в кумыкском владении, где поземельная собственность находится почти исключительно в руках князей и узденей, то начальство наше нашло удобным отдать им земли, некогда принадлежавшие подвластным нам качкалыковским чеченцам, но оставшиеся [165] пустыми после восстания в 1840 году, когда качкалыковцы бросили свои жилища и ушли к Шамилю. Эта полоса земли, прилегающая к Качкалыковскому хребту, по отлогости, о которой было упомянуто выше, простирается между Тереком и Аксаем. Так образовались аулы Ойсун-Гур, под выстрелами укрепления Куринского, Кадыр-юрт, внизу на плоскости, недалеко от Энгель-юрта, и самый значительный из них Истису, в четырёх верстах от укрепления Куринского, по направлению к Умахан-юрту, недалеко от второй просеки.“— НИКОЛАИ А. П. ЭПИЗОД ИЗ КАВКАЗСКОЙ ВОЙНЫ. www.vostlit.info. Дата обращения: 9 июля 2020. Архивировано 5 декабря 2020 года.
Берже сообщается о чеченском предании в котором говорится о том, что чеченцы попросили у Шеами-Хана (Шамхала Тарковского) отправить к себе доверенное лицо, тот просьбу выполнил и в качестве доверенного был отправлен Султа-Мотт (или Али-Бек), которого чеченцы поселили в Старом Аксае. Таким образом кумыки появились в первый раз во владениях чеченцев. Кумыкам дозволено было пользоваться землями только по правому берегу реки Аксай, чеченцы взяли с кумыков обещание никогда не перебираться через реку Аксай на левобережье, однако с течением времени кумыкам удалось постепенно и исподволь завладеть Чеченскою плоскостью, вследствие чего она и получила название Кумыкской. Берже также делает уточнение о том, что „Кумыкскою плоскостью и до сих пор туземцы считают только пространство между левым берегом Сулака и правым Аксая. Начиная от левого берега Аксая, плоскость называется Качкалыковскою“.
Определённый интерес представляет письмо кизлярского коменданта А. М. Куроедова от 17 июня 1782 г. аксаевским владельцам Эльдархану Султанмамутову и Султан-беку Магомед Уцмиеву, где говорится о том, что качкалыковцы должны подчиняться всем аксаевским владельцам: „…владельцам Ахмедхану и Алхасу Каплановым за качкалыковцам Ахмедхану в его бытность здесь словесно, а Алхасу и качкалыковцам через письмо строго подтверждено, дабы они владельцы Качкалыковцам приказали быть и сами качкалыковцы были бы в совершенном послушании не у одних у них Каплановых, но и у вас с прочими аксаевскими владельцами, а паче качкалыковцы послушествовали, и во всем должном они бы качкалыковцы вам и прочим аксаевским владельцам повиновались…“
Стоит отметить также, что военный историк В. Потто касаемо взаимоотношений качкалыковцев и кумыков сообщал, в том числе по части зависимости одних от других, что кумыкские князья „не смели выезжать, не будучи сопровождаемыми чеченцами“, что „бедные кумыки даже на своей земле не могли считать себя безопасными иначе, как поддерживая связи и входя в родство с качкалыковскими чеченцами“. Также он отмечал, что кумыки, „очутившись в полной зависимости от новых пришельцев, вынуждены были давать не только свободный пропуск их разбойничьим шайкам на Терек, но даже участвовать с ними в набегах, а в случае неудач или преследования их русскими войсками — укрывать преступников“.
Бларамберг писал о населении Качкалыка:
Это племя, так же как и ауховцы, предположительно принадлежит к мирным чеченцам. Они занимают лесистые склоны хребта Качкалик, Который тянется вдоль левого берега Аксая, а также долины и плодородные низины южнее правого берега Терека, на Ямансу и Яраксу.

Алти-Качкалик означает «шесть поселений». Их обитателями ранее были кумыки, которые были вытеснены аксайскими князьями на их нынешней территории. Постепенно они смешались (ассимилировали) с чеченцами и, воспользовавшись слабостью кумыкских князей, стали независимыми. Но они некоторым образом подчинены России.
Качкалыковцы неоднократно упоминаются различными военными деятелями в период Кавказской войны как одно из мятежных чеченских племён. В 1819 году Ермоловым было принято решение переселить качкалыковцев.

Желая наказать чеченцев, беспрерывно производящих разбой, в особенности деревни, называемые Качкалыковскими жителями, коими отогнаны у нас лошади, предположил выгнать их с земель Аксаевских, которые занимали они, сначала по условию, сделанному с владельцами, а потом, усилившись, удерживали против их воли. При атаке сих деревень, лежащих в твердых и лесистых местах, знал я, что потеря наша должна быть чувствительною, если жители оных не удалят прежде жен своих, детей и имущество, которых защищают они всегда отчаянно, и что понудить их к удалению жен может один только пример ужаса. — Ермолов А. П. Записки Алексея Петровича Ермолова : С прил. : [В 2-х ч.]. - М., 1865-1868., Ч. 2 : 1816-1827 г. - 1868. стр. 87. elib.shpl.ru. Дата обращения: 9 июля 2020. Архивировано 16 июля 2019 года.

В ходе боев были выселены аулы Дады-юрт, Горячевская, Ноенберды, Аллаяр-аул. Жители аула Хошгельды попросили пощады, за них поручился Аксайский владетель, аул был сохранён:
15-го сентября на разсвѣтѣ Сысоевъ подошелъ к аулу. Пять ротъ кабардинскихъ и рота Троицкаго полка, 700 казаковъ и пять орудій развернулись въ боевой порядокъ и стали в ожиданіи ответа. Дадыюртовцы, считая это за пустую угрозу, отвергли предложеніе и заняли наружные валы и рвы, окружавшие аулъ. Тогда кабардинцамъ приказано было идти на приступъ. Начался отчаянный кровопролитный бой, какого русскимъ войскамъ ещё не случалось испытывать на Кавказѣ.

Наместник Кавказа Воронцов, к примеру, был одним из инициаторов «колонизации» качкалыковских земель кумыков. Как приводит кавказовед Покровский:
Рассматривая вопрос о дальнейших действиях, Воронцов намечал целую систему мероприятий, куда входили и переселение чеченцев, и истребление полей, и экономическое давление. По его собственным словам он постоянно обращался за советами к Бате. "Мы много говорили о колонизации чеченцев за Качкалыком. Я окончательно убедился в громадной важности этой меры. Мне кажется совершенно ясным, что кумыки не имеют никакого права на те земли, которыми мы хотим располагать, начиная с треугольника между Герзель аулом, Умахан юртом, и Амир Аджи юртом, далее до Аксая. Я просил Бату настоятельно твердить жителям северной части Большой Чечни, что мы им не позволим ни сеять, ни косить, если они не изъявят покорность на месте и не перейдут за Качкалык. Мы говорили с Батой ещё о двух вещах.
Умалат Лаудаев писал про Качкалык:

Объявив чеченцев своими врагами, русские отдают плоскость, на заключенных с чеченцами условиях, кумыкским и кабардинским князьям. Кумыки завладели Качкалыком и частью Большой Чечни, вследствие чего и дают этой стране свое название. Качкалык по-кумыкски называется «Гачалак», слово это означает «Страна малонаселенная или пустая» и произошло оттого, что кумыкские князья, получив от русских эту страну, водворили на ней своих единоземцев, которые селились хуторами на выгоднейших местах, со временем хутора эти увеличились, образовав малые аулы, которые кумыками для отличия от больших аулов назывались ненаселенными или пустыми, по-кумыкски — «гачалак». Кабардинцы присвоили себе землю левого берега р. Сунжи и часть Малой Чечни; еще до сих пор надсунженские горы по-чеченски называются «чергезай-раг», т. е. «черкесский (кабардинский) горный хребет». Чеченцы же без права занимали северные подножия черных гор и были преследуемы тремя врагами: русскими, кумыками и кабардинцами. Но обстоятельства благоприятствовали чеченцам. Положительно водворясь за Тереком, русские стали менее обращать внимания на Чечню, довольствуясь бдительностью кумыкских и кабардинских князей, как средством против вторжения чеченцев в их землю.— Сборникъ свѣдѣнiй о кавказскихъ горцахъ. [1,2,5,6 вып.] — Тифлисъ,5 и 6 выпуск. — 1871 и 1872. с. 20